# Hordorf (Halle (Saale))
Hordorf ist eine Wüstung im Stadtteil Frohe Zukunft der Stadt Halle (Saale) in Sachsen-Anhalt, Deutschland. Die wahrscheinlich im 11. Jahrhundert gegründete Rundlingssiedlung lag südöstlich des ehemaligen Gasthauses Posthorn südöstlich des heutigen großen Posthornteiches unweit der Doppelkurve der heutigen Dessauer Straße.

## Geschichte
Zur Zeit der Gründung Hordorfs bildete die Saale die Grenze der Deutschen und der Slawischen Völker. Aus dieser Zeit sind slawische Dorfnamen (z.b. Brachwitz, Dautzsch und Oppin) und deutsche Ortsnamen (z.b. Passendorf und Nietleben) überliefert. Im Laufe der Zeit unterwarfen die Deutschen die Slawen östlich der Saale und gründeten neue Dörfer mit deutschen Namen zwischen den slawischen (siehe Hochmittelalterliche Ostsiedlung). Hordorf war eine deutsch benannte Siedlung der späten fränkischen Kolonisationsphase.
Hordorf wurde am 7. Dezember 1291 erstmals urkundlich erwähnt, als Erzbischof Erich dem Kloster Neuwerk bei Halle einen Tausch von 3 Hufen Land zu Hordorp mit anderen Gütern des halleschen Patriziers Heinrich Prove bestätigte.
Im Juni 1371 belehnte Erzbischof Albrecht III. drei Brüder aus dem Hause von Trotha u. a. mit zwei Höfen und zwei Hufen in Hordorf. Sein Nachfolger zweiten Grades Ludwig belehnte wiederum einen Nikolaus von Trotha mit u. a. zwei Hufen und zwei Höfen in Hordorp sowie im Jahre 1400 einen Hans von Trotha mit 5 Höfen und 3 Hufen in Hordorp.
Am 5. Juni 1398 wird der Ort in einer Lehensurkunde des Erzbischofs Albrecht IV. als Hordorf genannt. Derselbe belehnte im Jahre 1400 zwei Herren von Trotha mit 5 Höfen und 3 Hufen zu Hordorp.
Später, am 5. März 1424 wird eine Hardorfer bzw. Hordorfer Mark in einem Schiedsspruch des Erzbischofs Günther im Streit zwischen dem Kloster Neuwerk und den Herren von Trotha genannt. Erzbischof Günther belehnte am 6. Dezember 1442 noch drei Herren von Kotze mit u. a. 1/2 Hufe auf der Feldmark zu Hardorf.
Vermutlich ab dem Jahre 1450 begann die Siedlung, verlassen zu werden. Spätere urkundliche Erwähnungen benannten stets weniger Güter im Ort. In den späten Urkunden der Herren zu Kotze wurden keine Höfe im Ort mehr verliehen, sondern nur noch Feldmarken zu Tornau, Mötzlich und Halle.
Aus einem Verzeichnis der preußischen Regierung in Merseburg aus dem Jahre 1830 ist überliefert, dass der wüste Anger zu Hordorf mit Pflaumenbäumen bepflanzt war. Damals fanden sich Überreste der ehemaligen Siedlung im Garten eines Anwesens am Posthornteich.
Nach der Wüstung ist heute in der Stadt Halle die Hordorfer Straße benannt, die jedoch nicht in der Nähe der Dorfstelle liegt. Die Hordorfer Straße ist eine ursprünglich sehr alte direkte Verbindung. Sie ist auf alten Karten in Richtung der Dörfer Mötzlich und Hordorf zu finden. Ursprünglich hieß die Straße Mötzlicher Weg. Durch spätere Eingemeindungen war der Mötzlicher Weg an anderer Stelle im Stadtgebiet bereits vergeben. So wurde die Straße etwa 1900 in Hordorfer Straße umbenannt. Durch den Neubau der Schnellstraße Berliner Chaussee (heute B 100) wurde die Straßenführung unterbrochen. Darum ist die Hordorfer Straße heute eine Sackgasse.